# Eberhard Schwickerath
Eberhard Schwickerath (* 4. Juli 1856 in Solingen; † 29. Mai 1940 in Bonn) war ein deutscher Chorleiter, Jurist und Hochschullehrer.

## Leben
Schwickerath studierte Rechtswissenschaften an den Universitäten Bonn und Leipzig. Im Winter 1874/75 wurde er Mitglied der Leipziger Universitäts-Sängerschaft zu St. Pauli (heute Deutsche Sängerschaft). Während seiner Zeit als Referendar in Köln studierte er parallel dazu noch an der dortigen Musikhochschule bei Isidor Seiß (Komposition) und Gustav Jensen (Kontrapunkt). Er ergänzte seine musikalische Ausbildung bei Anton Bruckner in Wien. 
Anschließend wirkte Schwickerath bis 1887 in Köln und bis 1912 als Musikdirektor beim Sinfonieorchester Aachen. 1912 erfolgte die Berufung nach München an die Akademie der Tonkunst. Darüber hinaus gehörte er zwischen 1888 und 1920 zehnmal zur Gesamtleitung des Niederrheinischen Musikfestes.
1900 wurde Schwickerath zum Professor ernannt, 1926 zum Geheimen Regierungsrat.

## Schriften
- Die Kunst der Chorschulung (1937)
- Liederbuch für höhere Mädchenschulen (1920)
- Liederbuch für Knabenschulen